# Zofia Reklewska-Braun
Zofia Maria Reklewska-Braun (ur. 8 września 1939 w Warszawie) – polska historyk teatru i literatury, pedagog, pisarka i dziennikarka.

## Życiorys
Urodziła się 8 września 1939 w Warszawie jako najmłodsze dziecko Wincentego Reklewskiego i jego drugiej żony Anny Danuty z domu Wasiutyńskiej. Miała siedmioro rodzeństwa, w tym troje przyrodnich. Jej ojciec został zamordowany w trakcie napadu rabunkowego na plebanię w Waśniowie 27 grudnia 1939.
Dzieciństwo spędziła w rodzinnym majątku Mirogonowice, ukończyła szkołę podstawową w Ostrowcu Świętokrzyskim i gimnazjum w Warszawie. W 1961 uzyskała magisterium z polonistyki na Uniwersytecie Warszawskim. W trakcie studiów pracowała już jako nauczycielka języka polskiego i literatury polskiej w liceum na Smoczej 6 w Warszawie. Czynnie była zaangażowania w ruchu harcerskim oraz w życiu studenckim, była aktorką teatru Klubu Inteligencji Katolickiej.
Po ukończeniu studiów podjęła pracę redaktorki w Państwowym Wydawnictwie Naukowym w Warszawie.
Mieszkała w Lublinie, Toruniu i we Wrocławiu. W teatrze im. Juliusza Osterwy w Lublinie była sekretarzem literackim. Działała w Duszpasterstwie Rodzin oraz w Arcybiskupim Komitecie Charytatywnym we Wrocławiu w stanie wojennym. Należała do Rady Społecznej przy Kardynale Henryku Gulbinowiczu. W latach 80. XX wieku wyjechała wraz z mężem do Stanów Zjednoczonych.

## Twórczość
Wraz z mężem napisała monografię poświęconą Teofilowi Trzcińskiemu oraz z Konstantym Puzyną wydała zbiór tekstów Jacques'a Copeau Naga scena. Zamieszczała teksty w „Dialogu”, opracowywała hasła do encyklopedii. Współpracowała z wieloma czasopismami w Polsce i w Stanach Zjednoczonych takimi jak: „Nowe Życie”, „Nowy Dziennik” w Nowym Jorku, „White Eagle” w Bostonie, „Tygodnik Polonijny” w New Jersey, „Am-Pol Eagle” w Buffalo. Współpracowała również z Polskim Radiem w Nowym Jorku i Chicago. W uznaniu zasług w propagowaniu języka polskiego i literatury w USA została odznaczona Krzyżem Kawalerskim Orderu Zasługi RP.

## Życie rodzinne
W sierpniu 1962 wyszła za mąż za Kazimierza Brauna, ma troje dzieci: Monikę Marię, Grzegorza Michała i Justynę Annę. Na stałe mieszka wraz z mężem w USA w Buffalo.